# 西日暮里
西日暮里（日语：／ Nishi-nippori */?）是東京都荒川區的町名。已實施住居表示。現行行政地名為西日暮里一丁目至西日暮里六丁目。

## 地理
位於荒川區西南部，是擁有廣大下町的町。町域北臨東尾久、荒川與北區，東接荒川，南連東日暮里與台東區，西通文京區。
京濱東北線（山手線）將西日暮里分為東西兩側。京濱東北線以東有主要幹線道路、貨物鐵道線、地區南端日暮里站的京成本線與常磐線、及日暮里、舍人線等，使得東部街區破碎，幹線道路以外的街道狹窄彎曲。
以西是西日暮里三丁目、四丁目，為山之手台地的斜坡。南側西日暮里三丁目大半為寺社，北側西日暮里四丁目則有開成學園（中學校、高等學校）。

### 日暮里富士見坂
西日暮里3丁目的日暮里富士見坂是東京眾多富士見坂之一。該坂位於日暮里站的谷中側，是東京都內最後一處能讓「步行者站在坂上遠眺富士山」的富士見坂。
日暮里富士見坂在2005年與其他六處富士見坂以「東京富士見坂」的名義獲選為國土交通省「關東富士見百景（128景）」。此外，約在每年1月30日至11月11日，此坂是著名的鑽石富士觀賞點。
然而，住友不動產在2013年於新宿區大久保3丁目建造的超高層大樓，將嚴重破壞日暮里富士見坂的富士山景觀。

## 歷史

### 地名由來
位於日暮里西部而得名。

## 交通

### 鐵道
東日本旅客鐵道
- 山手線、京濱東北線：西日暮里站、日暮里站
- 常磐線：日暮里站、三河島站

京成電鐵
- 京成本線：新三河島站、日暮里站

東京地下鐵
- 千代田線：西日暮里站

東京都交通局
- 日暮里、舍人線：西日暮里站、日暮里站

### 道路
- 東京都道58號台東川口線（日语：東京都道・埼玉県道58号台東川口線）（尾久橋通）
- 東京都道306號王子千住南砂町線（日语：東京都道306号王子千住南砂町線）（明治通）
- 東京都道313號上野尾竹橋線（日语：東京都道313号上野尾竹橋線）（尾竹橋通（日语：尾竹橋通り））
- 東京都道457號駒込宮地線（日语：東京都道457号駒込宮地線）（道灌山通）

## 設施
- 荒川稅務署
- 开成中学校及高等学校
- 荒川區立第六日暮里中學校
- 荒川區立第一日暮里小學校

## 外部連結
- 荒川區官方網站（页面存档备份，存于）